# Толентинський договір

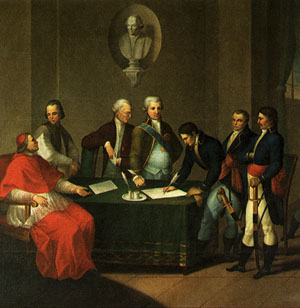
Укладання договору на картині 1-ї пол. XIX століття

Толентинський договір (фр. Traité de Tolentino, італ. Trattato di Tolentino) або Толентинський мир (фр. Paix de Tolentino, італ. Pace di Tolentino) — мирний договір, укладений між революційною Францією та Папською областю 19 лютого 1797, визначив умови припинення війни та капітуляції Папської області. Підписи під договором з боку Франції поставили посол Директорії в Папській області Франсуа Како та генерал Наполеон Бонапарт; з боку Папської області підписи ставили кардинал кафедри Феррари архієпархії Феррара-Комаккьо Алессандро Маттеї, абат Лоренцо Калеппі, герцог Луїджі Браскі Онесті  та маркіз Франческо Камілло VIII Массімо .
Договір був частиною подій, що послідували за вторгненням французів до Італії на початку революційних воєн. Після перемог над австрійцями в битві при Мантуї, на мосту Аркола і в битві при Ріволі у Наполеона більше не залишилося ворогів у Північній Італії, і він міг без особливих побоювань зайнятися підпорядкуванням Папської області. Після дев'яти місяців переговорів між Францією та Папською областю у лютому 1797 9 000 французьких солдатів увійшли на територію Папської Романії, не залишивши Святому Престолу вибору і змусивши його піти на поступки французам.

## Умови договору
Відповідно до договору папа відмовлявся від усіх союзів, укладених ним раніше проти Франції, визнавав Республіку і оголошував себе у мирі та добрих зносинах з нею.
Підсумкова контрибуція склала 36 млн французьких ліврів: 15 млн було додано до 21 млн ліврів, затребуваному на переговорах у ході Болонського перемир'я. Папське місто Авіньйон і навколишня територія Конта-Венессен, вже окуповані французькими військами на початку революційних воєн, відійшли до Франції, поклавши край майже 500-річному правлінню римського понтифіка. Романья також була від'єднана від Папської області та була включена до Цизальпінської республіки.
За договором ряд творів мистецтва вивезено з Ватикану: понад 100 картин та інших творів мистецтва мали вирушити до Лувра, Парижа. Договір також передбачав вивезення 500 стародавніх рукописів. Французькі комісії надали право увійти до будь-якої будівлі, включаючи релігійні, і зробити свій вибір. У 1798 ця частина договору стала діяти і щодо всіх італійських держав, будучи включеною до міжнародних договорів Франції з ними.
Крім того, папа зобов'язувався передати Франції 800 кавалерійських коней, стільки ж упряжних, а також буйволів та інші дари.
Також Папська область зобов'язалася виплатити компенсацію сім'ї журналіста Ніколя де Бассвіля, який був убитий натовпом у Римі за звинуваченням в образі папи римського, а також дозволити французьким військам перебувати в Анконі до кінця війни.

## Критика
Рішення французів конфіскувати низку творів мистецтва і вивезти їх з Італії критикувалося. Одним із затятих противників таких дій був письменник-мистецтвознавець Антуан-Кризостом Катрмер-де-Кенсі, який у 1796 написав памфлет «Листи Міранді»: він вказав на важливість зв'язків твору мистецтва та місця, де воно з'явилося, зазначивши, що у разі вивезення твори контекст може бути втрачено. За його памфлетом пішла публікація петиції, підписаної 50 художниками, в якій виражався протест проти переміщення художніх цінностей.
Через війну значної частини творів мистецтва після повалення Наполеона повернули до Італії. Серед творів, вивезених за договором до Франції і потім повернутих, були «Преображення» Рафаеля, скульптурна група «Лаокоон та його сини», Венера Капітолійська Праксителя, Аполлон Бельведерський Леохара та Статуя Тибра з Ромулом і Ремом .

## Цікавий факт
Наполеон під час укладання угоди, у відповідь на звинувачення абата Лоренцо Калеппи, який вважає договір несправедливим, повторив приписувану Бренну знамениту фразу «Vae victis».